# Stellisee
De Stellisee is een bergmeer in de buurt van Zermatt in de Walliser Alpen in Zwitserland. Het ligt op 2537 meter boven de zeespiegel. Het is vooral bekend van de foto's waarop de Matterhorn in het meer weerspiegelt.
Het is te bereiken via talrijke wandelwegen vanuit Zermatt of met het ondergronds kabelspoor (Sunneggatunnel) tot Sunnegga en vervolgens met de kabelbaan tot Blauherd.